# Гвардійська селищна рада (Сімферопольський район)
Гварді́йська се́лищна ра́да (рос. Гвардейский поселковый совет, крим. Sarabuz qasaba şurası) —адміністративно-територіальна одиниця та орган місцевого самоврядування в Сімферопольському районі Автономної Республіки Крим. Адміністративний центр — селище міського типу Гвардійське.

## Загальні відомості
- Населення ради: 20 596 осіб (станом на 2001 рік)

## Населені пункти
Селищній раді підпорядковані населені пункти:
- с-ще Гвардійське
- с. Красна Зорька
- с. Маленьке
- с. Новий Сад
- с. Софіївка

## Географія
Територія селищної ради займає, в основному, долину середньої течії Салгиру, населення за переписом 2001 року склало понад 20,6 тис. чоловік. Межує, з півночі, за годинниковою стрілкою, з Журавлівською, Широківською, Новоандріївською, Первомайською, Укромнівською та Родниківською сільрадами.

## Історія
Селищна рада була утворена в 1930 році, як Спатська сільрада, указом Президії Верховної Ради РРФСР від 21 серпня 1945 року перейменована в Гвардійську. З 1957 року має статус селищної ради, в 1959 році до складу ради включили Краснозорькинську сільраду.

## Склад ради
Рада складається з 36 депутатів та голови.
- Голова ради: Діюк Володимир Миколайович
- Секретар ради: Пантюхін Володимир Євгенович

### Керівний склад попередніх скликань
| Прізвище, ім'я, по батькові | Основні відомості                                                        | Дата обрання | Дата звільнення |
| --------------------------- | ------------------------------------------------------------------------ | ------------ | --------------- |
| Поляков Федор Георгійович   | Селищний голова, 1950 року народження, безпартійний                      | 26.03.2006   | 31.10.2010      |
| Діюк Володимир Миколайович  | Селищний голова, 1985 року народження, освіта вища, член Партії регіонів | 31.10.2010   |                 |

Примітка: таблиця складена за даними сайту Верховної Ради України

### Депутати
За результатами місцевих виборів 2010 року депутатами ради стали:

#### За суб'єктами висування
| Суб'єкт висування           | Кількість обраних депутатів | %    |
| --------------------------- | --------------------------- | ---- |
| Партія регіонів             | 31                          | 86,1 |
| Самовисування               | 4                           | 11,1 |
| Комуністична партія України | 1                           | 2,8  |

#### За округами
| № округу                    | Прізвище, ім'я, по батькові        | Дата визнання обраним | Освіта           | Партійна приналежність | Відомості про обраного депутата |
| --------------------------- | ---------------------------------- | --------------------- | ---------------- | ---------------------- | --- |
| Комуністична партія України |                                    |                       |                  |                        | |
| 19                          | Бабінецький Василь Іванович        | 03.11.2010            | середня          | позапартійний          | військова комендатура в/ч76410, службовець |
| Партія регіонів             |                                    |                       |                  |                        | |
| 1                           | Тургенєва Лариса Василівна         | 03.11.2010            | вища             | позапартійна           | Сімферопольська централізована бібліотечна система, заступник директора                                                                          |
| 2                           | Боярських Тамара Костянтинівна     | 03.11.2010            | середня          | член Партії регіонів   | Гвардійська районна лікарня, фельдшер |
| 3                           | Кучеренко Тимур Павлович           | 03.11.2010            | вища             | член Партії регіонів   | приватний підприємець |
| 4                           | Лукьянов Віталій Олександрович     | 03.11.2010            | вища             | позапартійний          | ТОВ "Торговий Дім "Скворцово", директор |
| 5                           | Коляндр Валентина Іванівна         | 03.11.2010            | вища             | позапартійна           | територіальний центр соціального обслуговування пенсіонерів та самотніх непрацездатних громадян Сімферопольського району, завідувачка            |
| 6                           | Лаєвська Світлана Василівна        | 03.11.2010            | вища             | позапартійна           | Гвардійська НВК "Загальноосвітня школа I-III ст. - гімназія №3", завідувачка з АГЧ                                                               |
| 7                           | Корнєва Марина Анатоліївна         | 03.11.2010            | вища             | член Партії регіонів   | тимчасово не працює |
| 8                           | Лєканова Віра Василівна            | 03.11.2010            | вища             | позапартійна           | територіальний центр соціального обслуговування пенсіонерів та самотніх непрацездатних громадян Сімферопольського району, завідувачка відділення |
| 10                          | Халістова Валентина Миколаївна     | 03.11.2010            | вища             | член Партії регіонів   | Гвардійська НВК "Загальноосвітня школа I-III ст. - гімназія" №3, заступник директора по науці та виховній роботі                                 |
| 12                          | Чічкін Павло В’ячеславович         | 03.11.2010            | вища             | позапартійний          | приватний підприємець |
| 13                          | Зайцев Олександр Анатолійович      | 03.11.2010            | середня          | позапартійний          | ТОВ "Торговий Дім "Скворцово", агент із забезпечення                                                                                             |
| 14                          | Зайцев Валерій Борисович           | 03.11.2010            | середня          | позапартійний          | ТОВ "МПК Скворцово", завідувач господарства |
| 15                          | Поліщук Ігор Віталійович           | 06.06.2011            | незакінчена вища | позапартійний          | Гвардійська селищна рада, заступник голови |
| 16                          | Карабаш Ельвіра Ренатівна          | 03.11.2010            | вища             | позапартійна           | Гвардійська районна лікарня, дільничний педіатр                                                                                                  |
| 17                          | Еміраджиєв Ібриш Меджитович        | 03.11.2010            | вища             | позапартійний          | тимчасово не працює |
| 18                          | Кулагіна Людмила Володимирівна     | 03.11.2010            | вища             | позапартійна           | Гвардійська селищна рада, спеціаліст з охорони праці                                                                                             |
| 20                          | Ламм Любов Анатоліївна             | 03.11.2010            | вища             | позапартійна           | приватний підприємець |
| 21                          | Наумичева Ірина Олександрівна      | 03.11.2010            | середня          | позапартійна           | ФЛП "Чичкін І.В.", продавець |
| 22                          | Чигвінцев Василь Миколайович       | 03.11.2010            | вища             | позапартійний          | Гвардійська районна лікарня, лікар ультразвукової діагностики                                                                                    |
| 23                          | Кругляк Віктор Іванович            | 03.11.2010            | середня          | позапартійний          | ТОВ "Яросвіт - Агро", управляючий |
| 24                          | Сергієнко Віктор Миколайович       | 03.11.2010            | середня          | позапартійний          | ТОВ "Яросвіт - Агро", директор |
| 25                          | Костинський Євген Франкович        | 03.11.2010            | вища             | позапартійний          | секретаріат Верховної Ради АР Крим, консультант відділу                                                                                          |
| 26                          | Кіко Світлана Володимирівна        | 03.11.2010            | вища             | позапартійна           | Кримський агропромисловий коледж НУБіП України, заступник директора з виховної роботи                                                            |
| 28                          | Соченко Віктор Миколайович         | 03.11.2010            | вища             | позапартійний          | Кримський агропромисловий коледж, директор |
| 29                          | Ключенко Валентина Василівна       | 03.11.2010            | вища             | позапартійна           | Кримський агропромисловий коледж, заступник директора                                                                                            |
| 30                          | Смерницька Євгенія Володимирівна   | 03.11.2010            | вища             | позапартійна           | Кримський агропромисловий коледж, викладач |
| 31                          | Двірник Василь Васильович          | 03.11.2010            | середня          | член Партії регіонів   | тимчасово не працює |
| 32                          | Двірник Сергій Васильович          | 03.11.2010            | вища             | член Партії регіонів   | приватний підприємець |
| 34                          | Дудник Любов Вікторівна            | 03.11.2010            | середня          | позапартійна           | приватний підприємець |
| 35                          | Фіалова Людмила Василівна          | 03.11.2010            | середня          | позапартійна           | ТОВ "УЖКХ", контролер |
| 36                          | Токаренко Людмила Олександрівна    | 03.11.2010            | середня          | член Партії регіонів   | приватне підприємство, спеціаліст з розширення ринку збуту                                                                                       |
| Самовисування               |                                    |                       |                  |                        | |
| 9                           | Ткачук Ольга Петрівна              | 03.09.2012            | середня          | позапартійна           | Центр обробки перевезення пошти, контролер перепускного режиму                                                                                   |
| 11                          | Грималовський Андрій В’ячеславович | 28.01.2013            | вища             | позапартійний          | ТОВ "УЖКГ", директор |
| 27                          | Сейтгазієва Дінара Арифовна        | 03.11.2010            | середня          | позапартійна           | тимчасово не працює |
| 33                          | Подкоритов Сергій Володимирович    | 28.01.2013            | вища             | позапартійний          | фізична особа – підприємець |